# Kyschtowka
Kyschtowka (russisch Кышто́вка) ist ein Dorf (selo) in der Oblast Nowosibirsk in Russland mit 5282 Einwohnern (Stand 14. Oktober 2010).

## Geographie
Der Ort liegt etwa 430 km Luftlinie westnordwestlich des Oblastverwaltungszentrums Nowosibirsk im Westsibirischen Tiefland. Er befindet sich zu beiden Seiten des rechten Irtysch-Nebenflusses Tara.
Kyschtowka ist Verwaltungszentrum des Rajons Kyschtowski sowie Sitz der Landgemeinde (selskoje posselenije) Kyschtowski selsowet, zu der außerdem die Dörfer Agatschaulowo (2 km östlich) und Wjatka (5 km östlich) gehören.

## Geschichte
Der Ort wurde erstmals 1730 als von Umsiedlern aus dem europäischen Teil Russlands gegründetes Dorf erwähnt. Der russifizierte Ortsname ist turksprachiger Herkunft und bedeutete ursprünglich  etwa Winterlager; er geht möglicherweise auf eine ältere Siedlung einer der zuvor in der Region ansässigen turksprachigen Volksgruppen („Irtyschtataren“) zurück. 1870 wurde das Dorf Sitz einer Wolost, und diese 1922 in eine „vergrößerte Wolost“, am 25. Mai 1925 dann in einen gleichnamigen Rajon umgewandelt.

### Bevölkerungsentwicklung
| Jahr | Einwohner |
| ---- | --------- |
| 1897 | 946       |
| 1939 | 3105      |
| 1959 | 4171      |
| 1970 | 5664      |
| 1979 | 6034      |
| 1989 | 6000      |
| 2002 | 5798      |
| 2010 | 5282      |

Anmerkung: Volkszählungsdaten

## Verkehr
Kyschtowka ist Endpunkt der seit 2006 durchgängig befestigten Regionalstraße 50K-02, die bei der knapp 150 km südlich gelegenen Siedlung städtischen Typs Tschany an der föderalen Fernstraße R254 Irtysch Tscheljabinsk – Omsk – Nowosibirsk beginnt und das südlich benachbarte Rajonzentrum Wengerowo passiert. In Tschany befindet sich auch an der Transsibirischen Eisenbahn die nächstgelegene Bahnstation.
Einige Kilometer nordwestlich von Kyschtowka liegt ein kleiner Flughafen (ICAO-Code UNOA), der gegenwärtig (Stand 2014) nicht regelmäßig angeflogen wird.
Ab Kyschtowka ist die Tara schiffbar.